# 大阪市立西淀川図書館
大阪市立西淀川図書館（おおさかしりつにしよどがわとしょかん）は、大阪市にある公立の図書館。大阪市立図書館のうち西淀川区にある地域図書館（分館）。

## 沿革
- 1970年11月 - 「図書館をみんなのものにする会」が、自動車文庫（移動図書館）と図書館の増設を大阪市会に請願し、全会一致で採択される。
- 1972年7月 - 西淀川区御幣島2丁目に、全国でも珍しい公設市場の2階に誕生。同時に大阪市立東住吉図書館（現：大阪市立平野図書館）も開館している。以後、全区に1館ずつ地域館建設が続く（1989年の大阪市立島之内図書館まで）。
- 2005年5月 - 西淀川区御幣島1丁目の現在地に、西淀川区役所等複合施設の地下1階に新築移転。

## 施設概要
- 開館：1972年（昭和47年）7月14日
- 延床面積：1499平方メートル
- 閲覧室：887.6平方メートル

（図書館は地下1階、1-5階は区役所）
- 閲覧室：887.6平方メートル（図書館は地下1階、1-5階は区役所）
- 返却ポスト：１階 正面入口左側地下1階 図書館入口左側
- 駐輪場：あり(併設施設と共用)(27台　1時間300円　1日最大1,000円　最大料金は１回限り、以降は通常料金（1時間300円）が加算　高さ制限2.1m　併設施設と共用　障がい者手帳等をお持ちの場合は、図書館で駐車券と手帳の提示で無料)
- 玄関スロープ・段差：段差なし
- ガイドチャイム：なし
- エレベーター：あり
- 対面朗読室：あり
- 授乳スペース：あり(兼用)　利用の際はカウンターでお声がけください
- おむつ替えスペース：あり
- 車椅子で使用可能なトイレ：あり
- オストメイト対応：あり

## 所蔵
- 図書：107,421冊
- 雑誌：125タイトル
- 新聞：15紙
- DVD：264枚
- CD：3,498枚

（2022年3月31日現在）

## 貸出
- 1人15冊まで（うち、CD・DVD・カセットは5点まで）15日間[2]

## アクセス
- JR東西線 御幣島駅 下車すぐ
- 大阪シティバス 御幣島駅 下車すぐ

## その他
- 第4教科書センター（採択地区:西淀川区・東淀川区・淀川区）で、小・中学校用教科書を所蔵